# التترابولس السوري
التترابولس السوري Syrian Tetrapolis ترجمته للعربية تعني(رباعي المدن السورية)هو حلف لأربع مدن في سورية الهيلينية ، أقامه سلوقس الأول بعد حصوله على سوريا بعد معركة إبسوس، حيث جعل من مدن هذا الحلف مركزا لإمبراطوريته، واستجلب المستوطنين من اليونان ليقيموا في هذه المدن التي أعيد بنائها في زمنه وتحويلها من مواقع صغيرة إلى مدن مهمة في تاريخ المنطقة .

## المدن

### أنطاكية على العاصي
Antiochia ad Orontem وهي مدينة أنطاكية في لواء الإسكندرون السليب، سماها سلوقس على اسم والده Antiochus وجعل منها عاصمة لإمبراطوريته، وقد ازدهرت مدينة أنطاكية في العصر الهيليني ازدهارا عظيما حتى جاوز عدد سكانها الـ 500,000 مما جعلها في بدايات الحقبة الرومانية ثالث أكبر مدينة في العالم بعد روما والإسكندرية التي بناها الإسكندر في مصر . وكانت أنطاكية إحدى أرقى مدن العالم ومنافسة للإسكندرية على زعامة مدن الشرق . وتعتبر أنطاكية مهد الديانة المسيحية خارج فلسطين حيث أن أهلها كانوا أول من اعتنق المسيحية من غير اليهود . وظلت أنطاكية عاصمة لسورية طوال العصر الروماني والبيزنطي حتى قدوم المسلمين .

### سلوقية بيريا
Seleucia Pieria وهي عبارة عن مدينة-مرفأ للعاصمة السورية حينها مدينة أنطاكية.

### لاوديقيا على البحر
Laodicea ad Mare وهي مدينة اللاذقية حالياً، سماها سلوقس على اسم أمه Laodice .

### أفاميا
Apamea وتقع على بعد 55 كم شمال غرب حماة ، كان فيها بيت مال الدولة السلوقية وكانت من أهم المدن السورية . ظلت مزدهرة طوال العصر الروماني والبيزنطي حتى دمرها الفرس الساسانيون أثناء غزوهم لسورية في القرن السابع الميلادي، وبعد الفتح الإسلامي تم إعمارها وعرفت باسم فامية وظلت مدينة مهمة حتى دمرها زلزال عام 1152 ميلادية في زمن الحروب الصليبية.